# Гофмайер, Карл
Карл Гофмайер (нем. Karl Hofmaier; 17 мая 1897 года, Базель, Швейцария — 19 марта 1988 года) — журналист, подпольщик, участник сети резидентур Красная капелла.

## Биография
Родился 17 мая 1897 года в Базеле. Состоял в компартии Швейцарии. В качестве журналиста в начале 1920 годов находился в СССР. Был направлен по линии коминтерна на подпольную работу в фашистскую Италию. Там Карл был арестован и с 1927 года по 1934 год находился в заключении. Он был приговорён к 15 годам тюрьмы, но затем приговор смягчили. Переехал в СССР, где жил в Москве.
В 1939 году вернулся в Швейцарию и в том же году стал сотрудничать с советской нелегальной разведрезидентурой. Возглавил левое крыло швейцарской коммунистической партии. Был ярым оппонентом лидера партии Эмбер-Дро.
Во время Второй мировой войны поддерживал контакты как с Шандором Радо, так и с Рашель Дюбендорфер. В 1946 году был исключён из Швейцарской партии труда (преемницы компартии) за финансовые нарушения.
Карл Гофмайер скончался 19 марта 1988 года.

### Семья
У Гофмайера было три брата; Эмиль родился 21 марта 1901 года и, как и Карл, участвовал в работе на советскую разведку, однако к сети Красной капеллы не принадлежал.
Гофмайер был трижды женат; его третьей женой стала скрипачка Лора Шпёрри.

## Труды
- Karl Hofmaier Memoiren eines Schweizer Kommunisten, 1917—1947
- Karl Hofmaier Der Kampf um die Neuorientierung der schweizerischen Innen- und Aussenpolitik
- Karl Hofmaier 20 % mehr Lohn!: die Reichen sollen zahlen : keine neuen Lasten für kleine Leute
- Karl Hofmaier Politischer Bericht, dem zweiten Parteitag der Partei der Arbeit der Schweiz am 6. Oktober 1945 in Genf erstattet
- Karl Hofmaier Der Weg zur neuen Schweiz
- Karl Hofmaier Arbeitsfriede?
- Karl Hofmaier Der Weg der Neuen Schweiz: Reden an der gemeinsamen Kundgebung des Landesrings und der Partei der Arbeit vom 8. Febr. 1945 im Kongresshaus in Zürich
- Karl Hofmaier Was der Bürger von der Partei der Arbeit wissen muss
- Karl Hofmaier Welt-Politik: Zeitschrift für aktuelle internationale Politik
- Karl Hofmaier rapport politique: présenté au IIeme congrès du parti suisse du travail
- Karl Hofmaier Que veut le parti du travail?